# Acidianus infernus
Az Acidianus infernus egy archaea faj. Aerob, extrém acidofil, termofil (innen a neve), és kén metabolizáló. Típustörzse DSM 3191.